# Oostelijke Tuopterivier
De Oostelijke Tuopterivier  (Samisch: Lulip Duoptejohka) is een rivier die stroomt in de Zweedse  gemeente Kiruna. De rivier ontvangt haar water op zuidelijke en oostelijke hellingen van de Tuopteberg. Ze stroomt rechts naar het zuiden, waar ze het Torneträsk instroomt. De rivier begint op ongeveer 1300 meter hoogte. Ze is circa 8 kilometer lang.
Afwatering: Oostelijke Tuopterivier → (Torneträsk) → Torne → Botnische Golf